# List Piłata do Tyberiusza
List Piłata do Tyberiusza – apokryf Nowego Testamentu, należący do cyklu Piłata.

## Charakterystyka i treść
Utwór powstał po łacinie prawdopodobnie w XVI wieku. Jest napisany dobrym językiem.
W apokryfie Piłat informuje Tyberiusza o Jezusie. Podkreśla, że Jezus został skazany wbrew jego woli. Usprawiedliwia się przy tym chęcią uniknięcia rozruchów i wiernością cesarzowi. Zaznacza wyjątkowość Jezusa i niezwykłe wydarzenia, które dokonały się podczas jego ukrzyżowania.